# Dramagraz
Das freie Theater dramagraz wurde 1987 von Ernst M. Binder und Christian Pölzl unter dem Namen forum stadtpark theater gegründet.
Mit der selbst gewählten Auflage, ausschließlich zeitgenössische deutschsprachige Dramatik zur Aufführung zu bringen, vergab man Stückaufträge an weniger bekannte Autoren, die so die Chance erhielten, ihre Texte dem Publikum zu präsentieren. Auch bereits etablierte Literaten wie Peter Handke, Wolfgang Bauer, Dea Loher und Herbert Achternbusch fanden in dramagraz einen Partner, mit dem sie ohne die bürokratischen Strukturen und den kommerziellen Erfolgsdruck großer Theaterhäuser sperrigere, schwer verdaulichere Texte zur Aufführung zu bringen konnten. 

## Geschichte
Aufgrund der finanziellen und räumlichen Beschränkungen der damaligen Spielstätte im Forum Stadtpark begannen Binder und Pölzl verstärkt, die Möglichkeit von Co-Produktionen mit anderen Theatern und Kulturinstitutionen in Österreich, Deutschland und Slowenien zu intensivieren. Die Produktionen – u. a. die Uraufführungen HUNDEMUND von Werner Schwab, ES SINGEN DIE STEINE von Gert Jonke, WIE DER WIND IM EI von Yoko Tawada, NICHTS SCHÖNERES von Oliver Bukowski, HERR IM SCHLAF von Bodo Hell, MANHATTAN MEDEA von Dea Loher und TOTENTROMPETEN (Teil 1–3) von Einar Schleef wurden fortan in Wien, Klagenfurt, Schwerin, Gera, Berlin, Frankfurt, Ljubljana usw. gezeigt, wodurch sich das Theater auch international Anerkennung als Uraufführungsbühne verschaffte.
In 20 Jahre Bestehen wurden 79 Inszenierungen (darunter 69 Ur- und Erstaufführungen) aufgeführt. Ohne auf Auslastungszahlen oder die Vorlieben des Feuilletons Rücksicht zu nehmen, verpflichten sich die Inszenierungen von dramagraz der literarischen Qualität der Stücke, der Sprache des Autors. Mittlerweile hat sich um Ernst M. Binder, seit 1992 alleiniger künstlerischer Leiter, ein kleines Ensemble von Schauspielern aus der freien Szene gebildet, die mehrmals im Jahr an einer Produktion mitwirken. Der minimale Aufwand, der auf technischer und struktureller Seite betrieben wird, sichert dramagraz das finanzielle Auskommen und gewährleistet das notwendige Maß an Flexibilität und Spontaneität eines freien Theaters.

## Preise, Einladungen,  Auszeichnungen
- 3 Einladungen zum Mülheimer Theatertreffen (Stücke)
- 2 Einladungen zum Heidelberger Stückemarkt
- 3 Nominierungen zum Berliner Theatertreffen
- 3 Einladungen zum Internationalen Theatertreffen AUA, WIR LEBEN! in Bern
- 2 Einladungen zu den Duisburger Akzenten
- 2003 Bühnen-Landeskunstpreis des Landes Oberösterreich
- 2004 Einladung zum Theater Festival Impulse, dem Theatertreffen der freien Szene im deutschsprachigen Raum (NRW: Bochum, Düsseldorf, Köln, Mülheim an der Ruhr)
- etliche Gastspieleinladungen in Europa sowie zahlreiche Inszenierungs-Prämien des Theaterbeirats des Bundes